# 酒井一臣
酒井一臣（さかい かずおみ、1973年- ）は、日本の国際関係史学者、九州産業大学准教授。

## 人物・来歴
岡山県生まれ。1996年大阪大学文学部史学科卒業。2002年同大学院文学研究科学位取得修了、2002年「「文明国標準」の帝国 :国際協調外交の選択と展開」で文学博士。 2015年九州産業大学国際文化学部准教授となる。

## 著書
- 『近代日本外交とアジア太平洋秩序』昭和堂 2009
- 『はじめて学ぶ日本外交史』昭和堂 2013
- 『帝国日本の外交と民主主義』吉川弘文館 2018

### 翻訳
- ジョン・C・トーピー『歴史的賠償と「記憶」の解剖 ホロコースト・日系人強制収容・奴隷制・アパルトヘイト』藤川隆男, 津田博司共訳 法政大学出版局 (サピエンティア , 2013